# Cosme Brun
Cosme Brun Ararà (Santa Coloma de Farnés, 12 de noviembre de 1894-Boadilla del Monte, 1 de septiembre de 1936), cuyo nombre de nacimiento era Simón Isidro Joaquín Brun Ararà, fue un religioso hospitalario español. Es considerado beato y mártir por la Iglesia católica.
Fue confirmado en la fe católica por el obispo Josep Torras i Bages y fue el hombre de confianza del obispo de Gerona Francesc de Pol i Baralt. Ingresó en la Orden Hospitalaria de San Juan de Dios el 9 de noviembre de 1916 y en 1917 se trasladó a vivir a Mataró (Barcelona). Profesó solemnemente el 3 de junio de 1921. Prestó sus servicios en distintas localidades como Barcelona, San Baudilio de Llobregat, Madrid, Valencia, Palencia, Pamplona, en el Antiguo Hospital Psiquiátrico de Santa Águeda de Mondragón, Málaga, Granada, Sevilla, Gibraltar, Ciempozuelos y Carabanchel Alto.
El 1 de septiembre de 1936, cuando daban de comer a unos enfermos, unos milicanos llevaron a Cosme y sus compañeros a Boadilla del Monte, donde fueron asesinados. Su cuerpo fue encontrado incorrupto —casi no había signos de putrefacción— cuando la fosa fue abierta en 1942.
Fue beatificado en Roma el 25 de octubre de 1992 por el papa Juan Pablo II junto a otros 70 religiosos de la misma orden. Sus restos descansan en la cripta de la Fundación San José de Carabanchel Alto, aunque también hay reliquias suyas en la Basílica de Santa María de Mataró y en la iglesia parroquial de Santa Coloma de Farnés.